# Косоево (Увинский район)
Косоево — деревня в Увинском районе Удмуртии на реке Лудзя, входит в Жужгесское сельское поселение. Находится в 26 км к югу от посёлка Ува и в 60 км к западу от Ижевска.
Первое упоминание 1859-1879гг., население насчитывало 216 человек.